# Han Lambregts
Johannes (Han) Lambregts (Zaandam, 14 juli 1924 – Breda, 16 juni 1999) was een Nederlands voetballer.

## Biografie
Han Lambregts was de zoon van Frans Johannes Marinus Lambregts en Geertruida Elisabeth Bergering. Hij had een broer en zus. Hij trouwde op 16 september 1954 met Aafje Hendrika van Nieuwenhuizen.
In 1936 werd Han lid van AFC Ajax als adspirant-lid. Hij speelde in 1946 bij Ajax als middenvoor. Van zijn debuut in het kampioenschap op 14 april 1946 tegen De Volewijckers tot zijn laatste wedstrijd op 5 mei 1946 tegen Hermes DVS speelde Lambregts in totaal 4 wedstrijden en scoorde één doelpunt in het eerste elftal van Ajax.

## Statistieken
| Club  | Seizoen | Competitie | Competitie | Beker | Beker | Totaal | Totaal |
| Club  | Seizoen | Wed.       | Dlp.       | Wed.  | Dlp.  | Wed.   | Dlp.   |
| ----- | ------- | ---------- | ---------- | ----- | ----- | ------ | ------ |
| Ajax  | 1945/46 | 4          | 1          | 0     | 0     | 4      | 1      |
| Total | Total   | 4          | 1          | 0     | 0     | 4      | 1      |